# Trincola
La trincola, Gypsophila struthium, és una de les gairebé 100 espècies pertanyents al gènere Gypsophila, de la família Caryophyllaceae. És una planta gipsòfila perenne que forma part de matolls aclarits i terrenys ermes, a vessants guixenques de zones àrides.
És una mata molt ramosa, de fulles linears crasses i flors blanques i petites, disposades en panícules de glomèruls, endèmica de la península Ibèrica i exclusiva dels sòls guixencs.

## Taxonomia
Gypsophila struthium fou descrita pel Pehr Löfling i publicada a Iter Hispanicum 303. 1758.
Sinonímia
- Gypsophila iberica Barkoudah
- Saponaria struthium Loefl.[2]